# 1933 في المملكة المتحدة
فيما يلي قوائم الأحداث التي وقعت خلال عام 1933 في المملكة المتحدة.

## رياضة
- 1 يناير – بطولة ويمبلدون 1933

## أفلام
من الأفلام التي صدرت هذه السنة في المملكة المتحدة:
- 1 يناير – حياة هنري الثامن الخاصة من إخراج الكسندر كوردا.

## كتب
من الكتب التي صدرت هذه السنة في المملكة المتحدة:
- 1 يناير – الأفق المفقود من تأليف جيمس هيلتون.
- 1 يناير – كلب الموت من تأليف أجاثا كريستي.
- 1 يناير – موت اللورد إدجوير من تأليف أجاثا كريستي.

## مواليد

### يناير
- 1 يناير – سوزان هولمز عالمة نبات بريطانية.
- 18 يناير – جون بورمان

### فبراير
- 4 فبراير – جيمس موراي لاعب كرة قدم اسكتلندي.
- 8 فبراير – دونالد بيرجس درّاج طريق من المملكة المتحدة.
- 18 فبراير – بوبي روبسون لاعب كرة قدم إنجليزي.
- 21 فبراير – جوردون توماس
- 22 فبراير – بوبي سميث لاعب كرة قدم إنجليزي.
- 22 فبراير – شيلا هانكوك ممثلة بريطانية.
- 22 فبراير – كاثرين, دوقة كينت
- 27 فبراير – ستان أندرسون لاعب ومدرب كرة قدم إنجليزي.

### مارس
- 14 مارس – مايكل كين
- 28 مارس – بوبي جونز

### أبريل
- 15 أبريل – ديفيد هاملتون

### مايو
- 14 مايو – جاين فيليبس
- 23 مايو – جوان كولينز
- 30 مايو – روي هارت لاعب كرة قدم من المملكة المتحدة.
- 30 مايو – مايكل جاريك

### يونيو
- 20 يونيو – داي دور ملاكم من المملكة المتحدة.

### يوليو
- 9 يوليو – أوليفر ساكس
- 20 يوليو – مايكل فيلد طبيب أمريكي.

### أغسطس
- 2 أغسطس – توم بيل
- 11 أغسطس – كريس هاريس لاعب كرة سلة بريطاني.

### سبتمبر
- 3 سبتمبر – جيفري غولدستون
- 20 سبتمبر – دينيس فويلت لاعب ومدرب كرة قدم إنجليزي.

### أكتوبر
- 2 أكتوبر – جون غوردون
- 4 أكتوبر – مايك جونسون
- 9 أكتوبر – بيتر مانسفيلد
- 29 أكتوبر – أليكس ويلسون لاعب كرة قدم اسكتلندي.
- 30 أكتوبر – فرد بيري لاعب كرة قدم إنجليزي.

### نوفمبر
- 3 نوفمبر – جون باري
- 3 نوفمبر – جيرمي بريت ممثل إنجليزي.
- 11 نوفمبر – سامي ميلر
- 19 نوفمبر – آلان جاكسون دراج بريطاني.

### ديسمبر
- 4 ديسمبر – روبرت كوكس
- 22 ديسمبر – جون هارتل متسابق دراجات نارية من المملكة المتحدة.

## وفيات

### يناير
- 3 يناير – ديك جونسون (مواليد 1895) لاعب كرة قدم إنجليزي.
- 14 يناير – روبرت جونز (مواليد 1857)
- 31 يناير – جون غلزورثي (مواليد 1867)

### فبراير
- 4 فبراير – أرتشيبالد سايس (مواليد 1845)
- 16 فبراير – آرتشي جاكسون (مواليد 1909) لاعب كركيت أسترالي.
- 26 فبراير – سبوتيسوود إيتكن (مواليد 1868)

### مارس
- 13 مارس – روبرت تي أيه اينيس (مواليد 1861) عالم فلك بريطاني.
- 17 مارس – وليام أنوين (مواليد 1838)

### أبريل
- 4 أبريل – والتر بيرتون هاريس (مواليد 1866) صحفي بريطاني.
- 22 أبريل – هنري رويس (مواليد 1863)

### مايو
- 21 مايو – جون هنري ماكاي (مواليد 1864) كاتب ألماني.

### يوليو
- 8 يوليو – أنتوني هوب (مواليد 1863)

### سبتمبر
- 20 سبتمبر – آني بيزنت (مواليد 1847)
- 27 سبتمبر – زايدة بن يوسف (مواليد 1869) مصورة أمريكية.

### نوفمبر
- 1 نوفمبر – ويليام غرانت كريب (مواليد 1882) عالم نبات من المملكة المتحدة.

### ديسمبر
- 4 ديسمبر – بيلي جورج (مواليد 1874) لاعب كرة قدم إنجليزي.
- 24 ديسمبر – لي سترانج (مواليد 1854) مستشرق من المملكة المتحدة.
- 26 ديسمبر – ماري آن بيفان (مواليد 1874)